# Filostrat III
Filostrat III albo Filostrat II Lemnijski – retor i pisarz grecki, żyjący w III wieku, autor Obrazów mniejszych.

## Postać
Pierwszą wzmiankę o Filostracie III, podaje pochodząca z X wieku, bizantyńska encyklopedia, Księga Suda. Przedstawia ona wyniki badań uczonych bizantyńskich i tradycje dotyczące szeregu pism greckich z I-III wieku, zachowanych pod imieniem Filostrata. Według autora Księgi Suda pisma pochodzą od trzech różnych autorów, wywodzących się z Lemnos i wzajemnie ze sobą spokrewnionych. Filostrat III był najmłodszym z nich. Urodził się na Lemnos, jako syn Nerwiana, a wnuk siostry Filostrata II (Flawiusza Filostrata). W Atenach słuchał jego wykładów, a potem sam nauczał. Poślubił córkę Flawiusza Filostrata. Umarł i został pochowany na Lemnos. Jest autorem Obrazów mniejszych, Mowy panatenajskiej, Mowy trojańskiej, Parafrazy Tarczy Homera oraz pięciu ćwiczeń retorycznych. Spośród wymienionych utworów do korpusu zachowanych pism filostratejskich należą dzisiaj jedynie: Obrazy mniejsze. Z uwagi na to, że w Żywotach sofistów autor przedstawia również postać Filostrata Lemnijskiego, krótko ze względu na łączącą go z nim zażyłość, niektórzy uczeni bizantyńscy przypisywali również FIlostratowi III autorstwo tego dzieła.
Skomplikowane były dalsze losy recepcji tej postaci. Podjęte na nowo w XVII wieku badania nad pismami filostratejskimi, szczególnie ich analiza językowa i stylistyczna, doprowadziły badaczy do konkluzji, że nie wszystkie dzieła, przypisywane przez Suidasa Flawiuszowi Filostratowi, wyszły spod jego ręki. Pod koniec XIX wieku przyznawano mu autorstwo Listów miłosnych, Żywota Apolloniosa z Tyany i Żywotów sofistów, natomiast Rozmowę o Herosach i Obrazy większe przypisano właśnie Filostratowi III. Spowodowało to konieczność powołania do życia jeszcze jednego Filostrata, określanego jako Filostrat IV, który mógłby być autorem Obrazów mniejszych i wnukiem swego poprzednika. Dalsze badania, prowadzone już w XX wieku, doprowadziły do rehabilitacji tekstu Księgi Suda i przywrócenia Flawiuszowi Filostratowi autorstwa Rozmowy o Herosach i Obrazów większych. W 1940 roku F. Somsen, podsumowując wyniki badań swych poprzedników i uznając istnienie czterech Filostratów, Filostratowi III przypisywał już tylko napisanie drobnego pisemka epistolograficznego (jeden z dwóch zachowanych pod imieniem Filostrata Wykładów), a T. Sinko, kilka lat później skłaniał się do uznania, że jest on również autorem niektórych z Listów miłosnych, między innymi listu do Aspazjosa z Rawenny o sztuce pisania listów, datowanego na 222 rok. Pod koniec XX wieku Ludo de Lannoy wystąpił z propozycją ograniczenia liczby Filostratów i uznania, że Filostrat III i Filostrat IV są tą samą osobą. Zaproponował również, by nazywać go Filostratem Młodszym, dla odróżnienia od Filostrata Starszego, w którego postaci połączył Flawiusza Filostrata z Flawiuszem, synem Werusa. Dążąc do większego uproszczenia, de Lannoy zrezygnował też z przekazu Księgi Suda odnośnie do Nerwiana i uznał Filostrata Młodszego, za syna młodszej córki Flawiusza Filostrata.

## Zachowane utwory
Filostrat III jest przez autora Księgi Suda uważany za autora mniejszej serii Obrazów. Zachowała się ona w dwóch spośród wielkiej liczby rękopisów Obrazów Flawiusza Filostrata. Zawiera ekfrazy 17 kolejnych obrazów. Ich autor nazywa swego poprzednika, dziadkiem (po matce)